# Atsinganosaurus velauciensis
Atsinganosaurus velauciensis (gr. "lagarto gitano de Velaux-La Bastide Neuve") es la única especie conocida del género extinto Atsinganosaurus de dinosaurio sauropodomórfo titanosauriano que vivió a finales del período Cretácico, hace aproximadamente 75 millones de años durante el Campaniense, en lo que es hoy Europa. La especie tipo es Atsinganosaurus velauciensis, hallada en Velaux-Neuve La Bastide, Francia. La especie tipo fue determinada y descrita por Géraldine García, Amico Sauveur, Fournier Francois, Eudes Thouand y Xavier Valentín en 2010. Este género es, después de Lirainosaurus, Ampelosaurus y Magyarosaurus , el cuarto titanosauriano descubierto del Cretácico Superior de Europa.

## Descripción
Atsinganosaurus era un titanosauriano delgado. Entre los otros titanosaurios europeos conocidos, este género se puede identificar por una combinación de características diagnósticas. Por ejemplo, la raíz cilíndrica y las coronas de los dientes tienen una forma espatulada. Las vértebras perdieron la conexión del hiposfeno-hipantro, al igual que con la mayoría de otros titanosaurios, a excepción de algunas formas basales tales como Andesaurus. El sacro consta de cinco vérterbras con la parte trasera cóncava, opistocélica. Por el contrario, muchos titanosaurios tenían seis vértebras sacras. Sólo las vértebras caudales anteriores son fuertemente procélicas, con la parte cóncava de frente como en Malawisaurus. El foramen del coracoides se encuentra en el centro de la parte superior e inferior. El extremo inferior del húmero se expande de forma levemente oblicua.

## Descubrimiento e investigación
El sitio de La Bastide Neuve está cerca de la ciudad de Velaux en el departamento francés de Bouches-du-Rhône y fue descubierto en 1992 por Xavier Valentin. Los huesos están bien conservados y fueron descubiertos en un área de seis metros cuadrados. Los huesos fueron encontrados junto con los restos de otros vertebrados como tortugas y los dientes de cocodrilomorfos, terópodos, nodosáuridos y rabdodóntidos. Los saurópodos pertenecen al menos a dos géneros. El grado de fusión de los arcos vertebrales y las costillas cervicales y del sacro indica que pertenecen a individuos adultos. Algunas partes del esqueleto fueron encontrados en posición anatómica.
Las rocas del lugar del descubrimiento es caliza glauconítica según la clasificación de Dunham. Estos sedimentos fueron probablemente depositados durante el Campaniano temprano. Fósiles de ciertos Charophyta, cáscaras de huevo de dinosaurio, sirven de indicador temporal para la bioestratigrafía. Es probable que los sedimentos fueron depositados en la costa, con lo cual los fósiles son principalmente de marinos decápodos que fueron descubiertos asociados con los huesos.
El material holotipo, VBN.03.01.a, b, c, d se compone de cuatro vértebras caudales conectadas. Otros hallazgos incluyen dientes, tres vértebras cervicales, otras vértebras, un sacro, un total de cuatro vértebras de la cola, una escápula y un omóplato con coracoides, dos húmeros, un metacarpiano y uno metatarsiano. Los huesos están en las colecciones de varias instituciones francesas: la Universidad de Poitiers, el Musée de Paléontologie de la Universidad de Provenza, el Museo Arqueológico de Velaux y el Museo de Historia Natural de Aix-en-Provence. El nombre genérico deriva de la palabra griega "τσιγγάνος" o "αθίγγανος",  que significa "gitano", que se refiere a la posible migración de este a oeste de la especie. El nombre específico se deriva de su lugar de hallazgo, Velaux-La Bastide Neuve.

## Clasificación
Atsinganosaurus muestra una combinación de características plesiomórficas modernas y originales de titanosaurios. Especialmente varias de estas características lo acercan a los Lithostrotia basales, y en particular con Malawisaurus. Los Lithostrotia son un grupo dentro de los titanosaurios avanzados. Aunque no hay análisis filogenéticos publicados, se supone por esta combinación de características que Atsinganosaurus sea un representante basal de Lithostrotia.